# Alejandra González Soca
Alejandra González Soca (16 de enero de 1973, Maldonado) es una artista visual, psicóloga y docente uruguaya.

## Biografía
Vive en Montevideo, Uruguay. Máster en Arte y Cultura visual, línea prácticas de creación y poéticas visuales y licenciada en Artes Visuales egresada de la Universidad de la República. Psicóloga con un posgrado en especialización en niños y adolescentes por la Universidad Católica. Asistió a los talleres de los artistas Anhelo Hernández y Carlos Capelán. Ha participado en proyectos y exhibiciones de arte individuales y colectivas a nivel nacional e internacional. 
Desde 1999 cuenta con su estudio taller Casa B donde desarrolla su práctica artística y docente.
La obra de Alejandra González Soca se presenta como el resultado de una tensión, entre lo único e irrepetible del gesto efímero y la aparente dispersión del objeto multiplicado, materializado en una polifónica integración de elementos y registros. En la exploración de la temporalidad y finitud de las piezas, la artista congenia su condición de creadora y conservadora de memoria, en un sentido Benjaminiano de asociación entre el pasado inconcluso, el que no entra en la construcción de conocimiento histórico, con pasado primitivo, continente de una memoria relegada al inconsciente colectivo. En su constante superposición de capas difusas, el trabajo de AGS funciona como una operación de rescate de los objetos primordiales, (de las huellas por ellos dejadas) revelando en esa acción recopiladora y demiurga, el paisaje de su particular pero compartida Wonderland.
Su trabajo se construye desde la confluencia de lo frágil y delicado con cierto aire sucio y germinal indagando una representación de una memoria alterada e íntima. Utiliza imágenes borrosas, superposición de capas y una sensualidad formal donde el espectador pueda tener una experiencia inmersiva. Esto como estrategia para evidenciar grietas y quiebres en las lecturas acerca de temas como la violencia, la agresión y la frustración que generan las formas de silenciamiento consensuado.

## Exposiciones individuales (selección)
- 2021, Cultivar el vacío, Espacio de Arte Contemporáneo (EAC) y Museo Nacional de Historia Natural, Montevideo, Uruguay.
- 2019, Intemporal: estrategias para habitar un monumento, Portugal.
- 2018, Territorio infiltrado,  Museo Juan Manuel Blanes, Montevideo, Uruguay.
- 2018, Transfiguraciones fronterizas,  Museo Qorikancha, Cusco, Perú.
- 2016, Fragmentos de um pequeno mundo,  Ruinas Romanas de S. Cucufate, Vila de Frades, Vidigueira, Portugal.
- 2015, El Legado (In) visible – devenires de hypomnema, Museo Histórico Cabildo, Montevideo, Uruguay.
- 2015, Íntima, curadora Clio E. Bugel, Quinta Capurro, Santa Lucía; Kavlin Centro Cultural, Punta del Este; Centro Cultural Simón Bolívar, Montevideo, Uruguay.
- 2014, Hilo Partido, curador Jorge F. Soto. Capilla Soca, Canelones, Uruguay.
- 2013, El Sitio, curador Jorge F. Soto. Kavlin Centro Cultural, Punta del Este, Uruguay.
- 2010, Marco íntimo, Galería Cinemateca, Montevideo, Uruguay.
- 2008, quieroquemeveas, Casa de la Cultura, Maldonado, Uruguay.
- 2005, Impresiones, Centro Cultural Florencio Sánchez, Montevideo, Uruguay.

## Proyectos colaborativos
- 2021, Por una cabeza. Museo Zorrilla, Montevideo.
- 2016, Tramas Comunicantes: anudando memorias. Proyecto de intervención textil seleccionado por convocatoria abierta, Memoria Futura – Barrio de las Artes (con la artista Adriana Rostosvky), Montevideo, Uruguay.
- 2016, Habré sido / No-espacio. Exhibición de dos artistas, Espacio de Arte INNOVA, Punta del Este, Uruguay.
- 2014- 2016, Juego de Muñecas, instalación multimedia en colaboración con: Teresa Puppo, Ana Aristimuño, Elián Stolarsky y Jacqueline Lacasa. Hannover/Berlín, Alemania - Espacio de Arte Contemporáneo, Uruguay.
- 2014, Transitables, performance multimedia 9° Encuentro Escultores en Palmar, Mercedes, Uruguay (con el artista y fotógrafo Manuel Gianoni).
- 2011, Ficciones Artiguistas,  instalación, curador Alfredo Torres (con Aldo Baroffio).[4]  Espacios: Centro Cultural de la República el Cabildo, Asunción, Paraguay.

Espacio de Arte, Universidad de Lanús, Buenos Aires, Argentina. Museo Nacional de Artes Visuales, Montevideo, Uruguay. 

## Exposiciones colectivas (selección)
- 2020, Códice herbolario, 59 Premio Nacional de Artes Visuales, EAC (catálogo).
- 2018   Rendición, Habitar desplazamientos. EAC.
- 2017  Tránsito, artista invitada, VII Bienal de Arte Textil Contemporáneo, Museo Nacional de Artes Visuales.
- 2016, Natalia Natalia, Espectros del deseo. Centro de Exposiciones Subte, Uruguay.
- 2015, Si las paredes hablaran,  Actos públicos- Actos privados, 30 artistas, Punto de Encuentro MEC (curaduría por Jacqueline Lacasa [catálogo]).
- 2015, Topografía Alterada II,  Convivencias.  Centro de Exposiciones Subte, Uruguay (curaduría Rulfo, director del Centro de Exposiciones Subte).
- 2015,  Imperishable legacy, Between heaven and earth. Geumgang Nature Art Center, Korea (catálogo).
- 2014, Viridis, 56° Salón Nacional, Museo Nacional de Artes Visuales, Montevideo, Uruguay (catálogo).
- 2014, Terruño, XI Art Fair Valoarte, Costa Rica (catálogo).
- 2013, Mecánica Ilusoria, Mujeres con Fibra Atrio Municipal, Montevideo, Uruguay (curaduría por Alicia Haber [catálogo]).
- 2013, Phylum Hybris, Trama Territorio, Arboretum Lussich, Maldonado, Uruguay (catálogo).
- 2012, El Vestido, 55° Salón Nacional de Artes Visuales, Museo Nacional de Artes Visuales, Montevideo.
- 2012, Jardín de Ofelias,  Arte in Situ. Islote Curupí, Paraná, Argentina (curaduría Teresa Pereda [catálogo]).
- 2012, In between planes. Project Globalization-Connections-Time. Kunsthalle Faust, Hannover, Germany (curated by Yasemin Yilmaz and Harro Schmidt [catálogo]).
- 2012, Afuera, seleccionada V Festival INCUBARTE, categoría video arte, Valencia, España (catálogo).
- 2012, Germinal, seleccionada IX Bienal de Salto,  APLAS, Salto, Uruguay.
- 2011, Aerícolas, Bienal World Textil Art (WTA). Museo Casa del Risco,  México (curaduría Alfredo Torres).
- 2009, Deseo Celeste, Colectivo UY , Casa Memorial Salvador Allende, La Habana, Cuba.
- 2009, quieroquemeveas, Musea: cultura femenina itinerante

## Distinciones
- 2020, Seleccionada 59° Premio Nacional de Artes Visuales, Margaret White.
- 2020, Premio Fondo Concursable para la Cultura, Artes visuales.
- 2017 Seleccionada para la II Bienal Internacional de Asunción, Paraguay.
- 2017 Seleccionada 48° Premio Montevideo de Artes Visuales, Centro de Exposiciones SUBTE, Montevideo.
- 2017 Beca Programa de Intercambio de Residencias Artísticas Uruguay – Argentina. Ministerio de Educación y Cultura (MEC), Uruguay.
- 2014, Beca para la creación Justino Zavala Muniz, Ministerio de Educación y Cultura (MEC), Uruguay.
- 2014, Premio Fondo Concursable para la Cultura (MEC),  Artes Visuales, Uruguay.
- 2014, Seleccionada para el 56° Premio Nacional de Artes Visuales, “José Gamarra”.[5]
- 2013, Premio Fondos ProCultura Maldonado Artes Visuales, Uruguay.
- 2012, Primer premio Encuentro Internacional de Arte Urbano, Casablanca, Paysandú, Uruguay.
- 2012, Seleccionada para el 55° Premio Nacional de Artes Visuales, “Wifredo Díaz Valdéz”[6]
- 2012, Selección Oficial para el III SCDF Festival, Centro Cultural Rojas, Buenos Aires, Argentina.
- 2011, Ganadora del Festival Internacional de video arte INMEDITERRANEUM.
- 2011, Premio Patrocinio Comisión Bicentenario de Uruguay.
- 2010, Premio Fondo Concursable para la Cultura  (MEC), Artes Visuales, Uruguay.
- 2010, Premio Fondos ProCultura Maldonado, Artes Visuales, Uruguay.
- 2004, Seleccionada para la Enciclopedia Iberoamericana de Artistas Contemporáneos, Queensborough Community College, Universidad de la Ciudad de Nueva York, EE. UU.

## Residencias
2019, Residencia Comunitaria, Partido de Lincoln, Buenos Aires.
2017, Residencia Curadora, Santa Fe, Argentina.
2016, Artista en residencia por invitación. Centro de Estudios en Arqueología, Artes y Ciencias del Patrimonio de la Universidad de Coímbra, Portugal.
2016,  Artista en residencia por invitación. Atelier Christine Ferrer, Goult, Luberon, Francia. 
2013, Artista en Residencia por selección, BomeRoom, Ciudad de las Artes, Córdoba, Argentina.

## Publicaciones

### Prensa escrita
- 3 de marzo de 2018, Manuela Aldabe, “Estatuas veladas”, La Diaria.
- 23 de febrero de 2018, Gabriel Peveroni, “Telas de marzo”, Revista Caras y Caretas.
- 29 de enero de 2018, Federico Meneses, “Desde el borde”, Cooltivarte.
- 7 de diciembre de 2015, Riccardo Boglione, “La Mujer Visible”, La Diaria.[3]
- septiembre de 2015, Macarena Langleib, “Revolver”, Revista Lento N° 30, p. 78-79.[7]
- 28 de agosto de 2015, “La Testaferra”, La Diaria, sección Cultura.
- 24 de febrero de 2015, Ma. Eugenia Nuñez, “Delmira Agustini a través de los sentidos”, Hoy Canelones.
- 27 de febrero de 2012, Daniel Viglione, “Un día perdido que se gana el arte”, El Observador.
- junio de 2011, Verónica Panella, “Desde el presente: los puntos de sutura de la construcción heredada”, Revista La Pupila n.º 18, p. 26.
- 20 de mayo de 2011, Carolina Porley, “Este no es Artigas, o el prócer pop”, Semanario Brecha.
- 18 de abril de 2011, Nelson Di Maggio, “El conceptualismo criollo, La República.
- febrero de 2010, Verónica Panella, “A imagen y semejanza: Con la artista visual Alejandra González Soca” Revista La Pupila N°12, p 7-9.[8]

### Publicaciones en línea
- 17 de junio de 2015, Celeste Carnevale Voelker, “Í N T I M A / una obra de Alejandra González Soca inspirada en Delmira Agustini”, Revista Dossier.[9]
- 9 de mayo de 2015, Lucía Baltar, “Alejandra González Soca – Intima”, Cooltivarte.[10]
- 2014, Ximena Echeverría, “Alejandra González Soca”, Multitasker.[1]
- 6 de noviembre de 2014, Verónica Panella; Dany López ; María Fieseler- Roschach, “Juego de Muñecas…armando el juego”, Revista El País Arte.[11]
- septiembre de 2013, Macarena Montañez _ Pincho Casanova, “Alejandra González Soca”,  El Monitor Plástico, Televisión Nacional.[12]
- 21 de marzo de 2014, Jorge F. Soto, “Hilo Partido”, Revista El País Arte.[13]
- 13 de marzo de 2014, “Torn Thread: Altar for a non-consecrated chapel”, Opustextile.[14]
- 10 de marzo de 2014, Comuna Canaria, “Impactante intervención artística en la Capilla Susana Soca”, Noticias Comuna Canaria.[15]
- 22 de noviembre de 2013, Jorge F. Soto, “El Sitio. Instalación de Alejandra González Soca”, Revista El País Arte.[16]
- 5 de agosto de 2012, Federico Meneses, “Ruptura y transformación”, Cooltivarte, .[17]

### Catálogos
- 2021, 59º Premio Nacional de Artes Visuales Márgaret White.
- 2016, Panorama del arte contemporáneo en Uruguay.
- 2016, Fragmentos de um pequeno mundo.
- 2015, Intima.
- 2014, Hilo partido.
- 2014, 56º Premio Nacional de Artes Visuales José Gamarra, p. 118-119.[5]
- 2013, El Sitio.
- 2012, 55° Premio Nacional de Artes Visuales Wifredo Díaz Valdéz, p. 148-149.[6]
- 2013, Trama Territorio.
- 2011, Ficciones Artiguistas.